# NGC 3884
NGC 3884 је лентикуларна галаксија у сазвежђу Лав која се налази на NGC листи објеката дубоког неба.
Деклинација објекта је + 20° 23' 29" а ректасцензија 11h 46m 12,1s. Привидна величина (магнитуда) објекта NGC 3884 износи 12,6 а фотографска магнитуда 13,5. NGC 3884 је још познат и под ознакама UGC 6746, MCG 4-28-51, CGCG 127-52, PGC 36706.